# Belize (banda)
Belize es una banda española surgida en Pamplona (Navarra), de estilo electropic, indie, se empezó a forjar en el año 2006, en un local pamplonés durante un concierto de otro grupo al que asistieron dos de sus componentes por separados donde terminaron conociéndose.
Tras pasar por distintas bandas los componentes principales se unieron en el año 2013 para terminar registrándose con el nombre por el que se conocen. Su álbum debut, Belize, fue publicado en octubre del año 2015 Cuatro sencillos fueron desprendidos del disco previos a la publicación de este: «Egos», «Los Ritmos de la Ciudad», «Tik’al» y «Saudade».

## Miembros
- Ángel Fuertes - Guitarra, Vocalista, Compositor
- Pablo García - Bajo, Sintetizador
- María Fernández - Viola, Teclados, Coro
- Ana Fuertes - Vocalista
- Juan Rubio - Guitarra,
- Vicente Hidalgo - Secuencias, Sampler

## Discografía
- 2015 - Belize (Warner Music Spain).